# Al-Abbàs ibn al-Mamun
Al-Abbàs ibn al-Mamun (? - Manbij, 838) fou un pretendent al Califat Abbàssida del segon quart del segle ix.
Era fill del califa al-Mamun que el 213 de l'hègira (828-829) el va nomenar governador de la Jazira on va combatre amb valentia els romans d'Orient. Mort el pare, fou proclamat califa el seu germà Abu-Ishaq Muhàmmad al-Mútassim, que havia estat designat hereu pel difunt pare, però l'exèrcit que lluitava contra els grecs va proclamar al-Abbàs; aquest va rebutjar i va prestar jurament al seu germà. El califa va aturar la guerra, va llicenciar l'exèrcit i va fer arrasar la fortalesa de Tíana.
El general àrab Ujayf ibn Ànbassa va explotar el descontentament de l'exèrcit i va preparar un cop d'estat que pretenia assassinar al-Mútassim i proclamar en el seu lloc al-Abbàs. Aquest fou informat i va acceptar participar en la conspiració, però aquesta fou descoberta i els conspiradors executats. Al-Abbàs fou empresonat a Manbij on va morir el 838.